# Tripteroides plumosus
Tripteroides plumosus är en tvåvingeart som först beskrevs av Steffen Lambert Brug 1931.  Tripteroides plumosus ingår i släktet Tripteroides och familjen stickmyggor. Inga underarter finns listade i Catalogue of Life.